# هانس إنوكسن
هانس إنوكسن (من مواليد 7 أغسطس 1956 في إليلك، جرينلاند، مملكة الدنمارك) هو سياسي جرينلاندي سابق شغل منصب رئيس وزراء جرينلاند الثالث من 2002 إلى 2009. وكان وزير الثروة السمكية والصيد والمستوطنات ورئيس حزب السيوموت في عام 2001.
انتخب رئيساً للوزراء في 14 ديسمبر 2002، وحصل حزبه على 28٪ فقط ، بانخفاض 7٪ عن انتخابات عام 1999.
بعد انتخابه، بدأ تحالفًا مع حزب مجتمع الشعب اليساري. بدأ الطرفان في مناقشة كيفية تغيير الاتفاقية مع الدنمارك والولايات المتحدة حول المبلغ الذي يجب أن تحصل عليه جرينلاند كتعويض عن القاعدة الجوية الأمريكية الواقعة خارج مدينة كاناك، في شمال البلاد. في انتخابات 2009، هزمه حزب مجتمع الشعب بنسبة 43٪ من الأصوات مقارنة بحزبه البالغ 26٪. بعد هزيمة عام 2009، تقاعد هانز إينوكسن عن قيادة السيوموت.
أعيد انتخابه في انتخابات 2013، لكن في يناير 2014 لم يكن راضيًا عن سياسات سيوموت لدرجة أنه ترك الحزب وأسس حزب ناليراك. حصل الحزب الجديد على 11.6٪ من الأصوات الصحيحة في انتخابات 28 نوفمبر 2014، وحصل على ثلاثة أعضاء في برلمان جرينلاند. حصل إنوكسنعلى 2425 صوتًا شخصيًا.
شغل منصب رئيس برلمان جرينلاند في عام 2018.

## وصلات خارجية
- هانس إنوكسن على موقع مونزينجر (الألمانية)